# Crocidura hutanis
Crocidura hutanis es una especie de musaraña (mamífero placentario de la familia Soricidae).

## Distribución geográfica
Se encuentra al norte de la isla de Sumatra, donde es una especie bastante común. Posiblemente también aparezca en el resto de la isla.

## Estado de conservación
Está probablemente amenazada por la desforestación.